# Ким Сын Хва
Ким Сын Хва (4 февраля 1915 года, Нежино, Ольгинский уезд, Приморская область, Российская империя — январь 1973 года, Алма-Ата, Казахская ССР, СССР) — северокорейский партийный и государственный деятель, министр строительства КНДР (1955—1956). Член ЦК Трудовой партии Кореи (1948—1956). Историк советских корейцев.

## Биография
Родился в 1915 году в бедной крестьянской семье в селе Нежино Приморской области.
В 1933 году окончил среднюю школу. С 1933 года — заведующий начальной школы в селе Горное Дальневосточного края. Позднее поступил во Владивостокский учительский институт. В 1937 году депортирован в Кзыл-Ординскую область Казахской ССР. С 1938 года проживал в Самарканде, где продолжил своё образование в Самаркандском государственном университете. С 1941 года преподаватель, директор средней школы в городе Беговат Ташкентской области. В 1943 году вступил в ВКП(б). С 1944 года — заместитель председателя Беговатского райисполкома.
В декабре 1946 года командирован в Северную Корею для организации государственных и административных структур КНДР. До 1948 года — директор Центральной партийной школы Трудовой партии Кореи. Вступил в члены Трудовой партии Кореи. С 1948 года стал преемником Петра Пак-Ира, занимавшегося организацией высшего образования в Пхеньяне. Был назначен проректором университета в Пхеньяне.
В 1948 года на II съезде ТПК избран членом ЦК партии. Позднее — управляющий делами Кабинета министров, секретарь Военного комитета, исполняющий обязанности министра строительства, исполняющий обязанности министра городского строительства, председатель Государственного комитета по делам строительства (1950—1955). С 1953 до апреля 1956 года входил в состав Президиума ЦК ТПК. В 1955 году назначен министром строительства КНДР.
Входил в состав так называемой «советской фракции» высших государственных политиков КНДР, занимавшей оппозиционную сторону по отношению к Ким Ир Сену. В эту фракцию также входили Пак Чхан Ок и Хо Га И. В связи с политической борьбой между фракциями в ТПК на III съезде ТПК, состоявшемся в апреле 1956 года, Ким Сын Хва был выведен из состава Президиума ЦК ТПК, сохранив при этом членство в ЦК. 26 августа 1956 года был освобождён от должности министра строительства. 30 августа 1956 года состоялся Пленум ЦК ТПК, на котором «советская фракция» потерпела политическое поражение. В декабре 1957 года из состава ЦК был исключён влиятельный политик Пак Чхан Ок, который через некоторое время был расстрелян.
До начала августовского пленума 1956 года Ким Сын Хва выехал в СССР, где был принят на учёбу в аспирантуру Академии общественных наук при ЦК КПСС и позднее — в аспирантуру Института истории, археологии и этнографии Академии наук Казахской ССР. В 1960 году защитил диссертацию на соискание научной степени кандидата наук по теме «Корейские крестьяне русского Дальнего Востока в конце XIX — начале XX вв.». С 1960 года — старший научный сотрудник Института истории, археологии и этнографии Академии наук Казахской ССР. Занимался изучением истории советских корейцев. В 1971 году получил научное звание доктора исторических наук.
Скончался в январе 1973 года. Похоронен в Алма-Ате.
Сочинения
- Очерки по истории советских корейцев, Академия наук Казахской ССР, Институт истории, археологии и этнографии им. Ч. Ч. Валиханова, из. «Наука», Алма-Ата, 1965
- Корейские города встают из руин, Правда, август 1954 года

Награды
- Орден Государственного флага 1-й степени
- Орден Труда
- Орден «Знак Почёта»
- Медаль «За доблестный труд в Великой Отечественной войне 1941—1945 гг.»
- Медаль «В ознаменование 100-летия со дня рождения Владимира Ильича Ленина»